# Anders Larzon
Anders Larzon är en svensk tränare inom segling. Han har tränat många av de bästa svenska seglarna. Han var med och grundade det första seglingsgymnasiet i Ängelholm och var sedan aktiv där som tränare under drygt 20 år. Han är idag[när?] utbildningsansvarig på Svenska seglarförbundet.